# شينيتشي ياماغوتشي
شينيتشي ياماغوتشي (باليابانية: 山口 伸一) (مواليد 29 يوليو 1976)، هو لاعب كرة قدم سابق كان يلعب كمهاجم.

## وصلات خارجية
- شينيتشي ياماغوتشي على موقع عالم كرة القدم.نت (الإنجليزية)